# Championnats d'Europe d'athlétisme en salle 1987
Navigation
Les 18e Championnats d'Europe d'athlétisme en salle se sont déroulés les 21 et 22 février 1987 au Stade Couvert Régional de Liévin, en France. 24 épreuves figurent au programme (13 masculines et 11 féminines).

## Podiums

### Hommes
| Épreuves         | Or                                   | Argent                          | Bronze                                |
| 60 m             | Marian Woronin 6 s 51 (CR)           | Pierfrancesco Pavoni 6 s 58     | František Ptácník Antonio Ullo 6 s 61 |
| 200 m            | Bruno Marie-Rose 20 s 36 (CR)        | Vladimir Krylov 20 s 53         | John Regis 20 s 54                    |
| 400 m            | Todd Bennett 46 s 81                 | Momchil Kharizanov 46 s 89      | Paul Harmsworth 46 s 92               |
| 800 m            | Rob Druppers 1 min 48 s 12           | Vladimir Graudyn 1 min 49 s 14  | Ari Suhonen 1 min 49 s 56             |
| 1 500 m          | Han Kulker 3 min 44 s 79             | Jens-Peter Herold 3 min 45 s 36 | Klaus-Peter Nabein 3 min 45 s 84      |
| 3 000 m          | José Luis González 7 min 52 s 27     | Dieter Baumann 7 min 53 s 93    | Pascal Thiébaut 7 min 54 s 03         |
| 60 m haies       | Arto Bryggare 7 s 59                 | Colin Jackson 7 s 63            | Nigel Walker 7 s 65                   |
| 5 000 m marche   | Jozef Pribilinec 19 min 08 s 44 (CR) | Ronald Weigel 19 min 08 s 93    | Roman Mrázek 19 min 10 s 77           |
| Saut en hauteur  | Patrik Sjöberg 2,38 m (CR)           | Carlo Thränhardt 2,36 m         | Hennadiy Avdyeyenko 2,36 m            |
| Saut à la perche | Thierry Vigneron 5,85 m (CR)         | Ferenc Salbert 5,85 m (CR)      | Marian Kolasa 5,80 m                  |
| Saut en longueur | Robert Emmiyan 8,49 m (CR)           | Giovanni Evangelisti 8,26 m     | Christian Thomas 8,12 m               |
| Triple saut      | Serge Hélan 17,15 m                  | Khristo Markov 17,12 m          | Nikolay Musiyenko 17,00 m             |
| Lancer du poids  | Ulf Timmermann 22,19 m (CR)          | Werner Günthör 21,53 m          | Sergey Smirnov 20,97 m                |

### Femmes
| Épreuves         | Or                                  | Argent                        | Bronze                                  |
| 60 m             | Nelli Fiere-Cooman 7 s 01           | Anelia Nuneva 7 s 06          | Marlies Göhr 7 s 12                     |
| 200 m            | Kirsten Emmelmann 23 s 10           | Blanca Lacambra 23 s 19       | Marie-Christine Cazier 23 s 40          |
| 400 m            | Mariya Pinigina 51 s 27             | Gisela Kinzel 52 s 29         | Cristina Pérez 52 s 63                  |
| 800 m            | Christine Wachtel 1 min 59 s 89     | Sigrun Wodars 2 min 00 s 59   | Lyubov Kiryukhina 2 min 01 s 85         |
| 1 500 m          | Sandra Gasser 4 min 08 s 76         | Svetlana Kitova 4 min 09 s 01 | Ivana Walterová 4 min 09 s 09           |
| 3 000 m          | Yvonne Murray 8 min 46 s 06 (CR)    | Elly van Hulst 8 min 51 s 40  | Brigitte Kraus 8 min 53 s 01            |
| 60 m haies       | Yordanka Donkova 7 s 79             | Gloria Uibel 7 s 89           | Ginka Zagorcheva 7 s 92                 |
| 3 000 m marche   | Natalya Dmitrochenko 12 min 57 s 29 | Giuliana Salce 12 min 59 s 11 | Monica Gunnarsson 13 min 06 s 46        |
| Saut en hauteur  | Stefka Kostadinova 1,97 m           | Tamara Bykova 1,94 m          | Susanne Beyer Elżbieta Trylińska 1,91 m |
| Saut en longueur | Heike Drechsler 7,12 m              | Galina Chistyakova 6,89 m     | Yelena Belevskaya 6,76 m                |
| Lancer du poids  | Natalya Akhrimenko 20,84 m          | Heidi Krieger 20,02 m         | Heike Hartwig 20,00 m                   |

## Résultats détaillés

### 60 m
| Rang | Pays            | Athlète              | Temps  |
| ---- | --------------- | -------------------- | ------ |
| 1    | Pologne         | Marian Woronin       | 6 s 51 |
| 2    | Italie          | Pierfrancesco Pavoni | 6 s 58 |
| 3    | Italie          | Antonio Ullo         | 6 s 61 |
| 3    | Tchécoslovaquie | Frantisek Ptácník    | 6 s 61 |
| 5    | Bulgarie        | Valentin Atanassov   | 6 s 62 |
| 6    | France          | Antoine Richard      | 6 s 63 |

| Rang | Pays        | Athlète       | Temps  |
| ---- | ----------- | ------------- | ------ |
| 1    | Pays-Bas    | Nelli Cooman  | 7 s 01 |
| 2    | Bulgarie    | Anelia Nuneva | 7 s 06 |
| 3    | RDA         | Marlies Göhr  | 7 s 12 |
| 4    | Pays-Bas    | Els Vader     | 7 s 19 |
| 5    | Royaume-Uni | Wendy Hoyte   | 7 s 27 |
| 6    | Royaume-Uni | Paula Dunn    | 7 s 28 |

### 200 m
| Rang | Pays                 | Athlète           | Temps   |
| ---- | -------------------- | ----------------- | ------- |
| 1    | France               | Bruno Marie-Rose  | 20 s 36 |
| 2    | Union soviétique     | Vladimir Krylov   | 20 s 53 |
| 3    | Royaume-Uni          | John Regis        | 20 s 54 |
| 4    | France               | Gilles Quénéhervé | 20 s 83 |
| 5    | Allemagne de l'Ouest | Erwin Skamrahl    | 21 s 44 |
| 6    | Belgique             | Ronald Desruelles | 21 s 78 |

| Rang | Pays     | Athlète                | Temps   |
| ---- | -------- | ---------------------- | ------- |
| 1    | RDA      | Kirsten Emmelmann      | 23 s 10 |
| 2    | Espagne  | Blanca Lacambra        | 23 s 19 |
| 3    | France   | Marie-Christine Cazier | 23 s 40 |
| 4    | Italie   | Daniela Ferrian        | 23 s 57 |
| 5    | Suède    | María Fernstrom        | 24 s 50 |
| 6    | Finlande | Sisko Markkanen        | 24 s 55 |

### 400 m
| Rang | Pays                 | Athlète            | Temps   |
| ---- | -------------------- | ------------------ | ------- |
| 1    | Royaume-Uni          | Todd Bennett       | 46 s 81 |
| 2    | Bulgarie             | Momchil Kharizanov | 46 s 89 |
| 3    | Royaume-Uni          | Paul Harmsworth    | 46 s 92 |
| 4    | Pays-Bas             | Arjen Visserman    | 46 s 96 |
| 5    | Allemagne de l'Ouest | Mark Henrich       | 47 s 42 |
| 6    | Italie               | Mauro Zuliani      | 47 s 50 |

| Rang | Pays                 | Athlète          | Temps   |
| ---- | -------------------- | ---------------- | ------- |
| 1    | Union soviétique     | Mariya Pinigina  | 51 s 27 |
| 2    | Allemagne de l'Ouest | Gisela Kinzel    | 52 s 29 |
| 3    | Espagne              | Cristina Pérez   | 52 s 63 |
| 4    | Allemagne de l'Ouest | Helga Arendt     | 52 s 64 |
| 5    | Hongrie              | Judit Forgács    | 52 s 87 |
| 6    | Pologne              | Marzena Wojdecka | 52 s 97 |

### 800 m
| Rang | Pays             | Athlète          | Temps         |
| ---- | ---------------- | ---------------- | ------------- |
| 1    | Pays-Bas         | Rob Druppers     | 1 min 48 s 13 |
| 2    | Union soviétique | Vladimir Graudyn | 1 min 49 s 14 |
| 3    | Finlande         | Ari Suhonen      | 1 min 49 s 56 |
| 4    | Union soviétique | Anatoliy Millin  | 1 min 50 s 24 |
| 5    | Pays-Bas         | Jaap van Treijen | 1 min 51 s 03 |
| 6    | Royaume-Uni      | Anthony Morrell  | 1 min 58 s 31 |

| Rang | Pays             | Athlète            | Temps         |
| ---- | ---------------- | ------------------ | ------------- |
| 1    | RDA              | Christine Wachtel  | 1 min 59 s 89 |
| 2    | RDA              | Sigrun Wodars      | 2 min 00 s 50 |
| 3    | Union soviétique | Lyubov Kiryukhina  | 2 min 01 s 85 |
| 4    | Tchécoslovaquie  | Gabriela Sedlaková | 2 min 02 s 24 |
| 5    | Espagne          | Montserrat Pujol   | 2 min 02 s 31 |
| 6    | Yougoslavie      | Slobodanka Colovic | 2 min 03 s 04 |

### 1 500 m
| Rang | Pays                 | Athlète            | Temps         |
| ---- | -------------------- | ------------------ | ------------- |
| 1    | Pays-Bas             | Han Kulker         | 3 min 44 s 79 |
| 2    | RDA                  | Jens-Peter Herold  | 3 min 45 s 36 |
| 3    | Allemagne de l'Ouest | Klaus-Peter Nabein | 3 min 45 s 84 |
| 4    | Union soviétique     | Igor Lotoryev      | 3 min 46 s 11 |
| 5    | France               | Hervé Phélippeau   | 3 min 46 s 14 |
| 6    | Espagne              | Andrés Vera        | 3 min 47 s 89 |

| Rang | Pays                 | Athlète           | Temps         |
| ---- | -------------------- | ----------------- | ------------- |
| 1    | Suisse               | Sandra Gasser     | 4 min 08 s 76 |
| 2    | Union soviétique     | Svetlana Kitova   | 4 min 09 s 01 |
| 3    | Tchécoslovaquie      | Ivana Walterová   | 4 min 09 s 99 |
| 4    | RDA                  | Katrin Wühn       | 4 min 10 s 70 |
| 5    | Bulgarie             | Nikolina Shtereva | 4 min 14 s 92 |
| 6    | Allemagne de l'Ouest | Uta Eckhardt      | 4 min 17 s 79 |

### 3 000 m
| Rang | Pays                 | Athlète            | Temps         |
| ---- | -------------------- | ------------------ | ------------- |
| 1    | Espagne              | José Luis González | 7 min 52 s 28 |
| 2    | Allemagne de l'Ouest | Dieter Baumann     | 7 min 53 s 93 |
| 3    | France               | Pascal Thiébaut    | 7 min 54 s 03 |
| 4    | Royaume-Uni          | Mark Rowland       | 7 min 54 s 64 |
| 5    | Danemark             | Mogens Guldberg    | 7 min 56 s 10 |
| 6    | France               | Bruno Levant       | 7 min 56 s 42 |

| Rang | Pays                 | Athlète           | Temps         |
| ---- | -------------------- | ----------------- | ------------- |
| 1    | Royaume-Uni          | Yvonne Murray     | 8 min 46 s 06 |
| 2    | Pays-Bas             | Elly Van Hulst    | 8 min 51 s 40 |
| 3    | Allemagne de l'Ouest | Brigitte Kraus    | 8 min 53 s 01 |
| 4    | Allemagne de l'Ouest | Vera Michallek    | 8 min 55 s 58 |
| 5    | Allemagne de l'Ouest | Christina Mai     | 8 min 56 s 98 |
| 6    | Belgique             | Ingrid Delagrange | 9 min 11 s 38 |

### 60 m haies
| Rang | Pays            | Athlète       | Temps  |
| ---- | --------------- | ------------- | ------ |
| 1    | Finlande        | Arto Bryggare | 7 s 59 |
| 2    | Royaume-Uni     | Colin Jackson | 7 s 63 |
| 3    | Royaume-Uni     | Nigel Walker  | 7 s 65 |
| 4    | Royaume-Uni     | Jon Ridgeon   | 7 s 71 |
| 5    | Hongrie         | György Bakos  | 7 s 74 |
| 6    | Tchécoslovaquie | Jirí Hudec    | DBF    |

| Rang | Pays        | Athlète           | Temps  |
| ---- | ----------- | ----------------- | ------ |
| 1    | Bulgarie    | Yordanka Donkova  | 7 s 79 |
| 2    | RDA         | Gloria Siebert    | 7 s 89 |
| 3    | Bulgarie    | Ginka Zagorcheva  | 7 s 92 |
| 4    | France      | Anne Piquereau    | 8 s 05 |
| 5    | Royaume-Uni | Lesley Ann Skeete | 8 s 07 |
| 6    | Pays-Bas    | Marjan Olijslager | 8 s 09 |

### Saut en longueur
| Rang | Pays                 | Athlète              | Longueur |
| ---- | -------------------- | -------------------- | -------- |
| 1    | Union soviétique     | Robert Emmiyan       | 8,49 m   |
| 2    | Italie               | Giovanni Evangelisti | 8,26 m   |
| 3    | Allemagne de l'Ouest | Christian Thomas     | 8,12 m   |
| 4    | Hongrie              | László Szalma        | 8,07 m   |
| 5    | France               | Norbert Brige        | 8,05 m   |
| 6    | Finlande             | Jarmo Karna          | 7,95 m   |

| Rang | Pays             | Athlète             | Longueur |
| ---- | ---------------- | ------------------- | -------- |
| 1    | RDA              | Heike Drechsler     | 7,12 m   |
| 2    | Union soviétique | Galina Chistyakova  | 6,89 m   |
| 3    | Union soviétique | Yelena Belevskaya   | 6,76 m   |
| 4    | Pays-Bas         | Edine van Heezik    | 6,63 m   |
| 5    | Pologne          | Agata Karczmarek    | 6,57 m   |
| 6    | Italie           | Antonella Capriotti | 6,45 m   |

### Saut en hauteur
| Rang | Pays                 | Athlète              | Hauteur |
| ---- | -------------------- | -------------------- | ------- |
| 1    | Suède                | Patrik Sjöberg       | 2,38 m  |
| 2    | Allemagne de l'Ouest | Carlo Thränhardt     | 2,36 m  |
| 3    | Union soviétique     | Gennadiy Avdeyenko   | 2,36 m  |
| 4    | Tchécoslovaquie      | Ján Zvara            | 2,33 m  |
| 5    | Suisse               | Roland Dalhäuser     | 2,30 m  |
| 6    | Allemagne de l'Ouest | Andre Schneider-Laub | 2,27 m  |

| Rang | Pays                 | Athlète            | Hauteur |
| ---- | -------------------- | ------------------ | ------- |
| 1    | Bulgarie             | Stefka Kostadinova | 1,97 m  |
| 2    | Union soviétique     | Tamara Bykova      | 1,94 m  |
| 3    | RDA                  | Susanne Beyer      | 1,91 m  |
| 3    | Pologne              | Elżbieta Trylińska | 1,91 m  |
| 5    | Allemagne de l'Ouest | Heike Redetzky     | 1,91 m  |
| 6    | Royaume-Uni          | Janet Boyle        | 1,91 m  |
| 7    | Pologne              | Danuta Bulkowska   | 1,88 m  |

### Saut à la perche
| Rang | Pays             | Athlète          | Hauteur |
| ---- | ---------------- | ---------------- | ------- |
| 1    | France           | Thierry Vigneron | 5,85 m  |
| 2    | France           | Ferenc Salbert   | 5,85 m  |
| 3    | Pologne          | Marian Kolasa    | 5,80 m  |
| 4    | France           | Philippe Collet  | 5,75 m  |
| 5    | Union soviétique | Rodion Gataullin | 5,60 m  |
| 6    | Bulgarie         | Nikolai Nikolov  | 5,60 m  |

### Triple saut
| Rang | Pays             | Athlète            | Distance |
| ---- | ---------------- | ------------------ | -------- |
| 1    | France           | Serge Hélan        | 17,15 m  |
| 2    | Bulgarie         | Khristo Markov     | 17,12 m  |
| 3    | Union soviétique | Nikolay Mussienko  | 17,00 m  |
| 4    | Tchécoslovaquie  | Ján Cado           | 16,96 m  |
| 5    | Union soviétique | Vladimir Plekhanov | 16,89 m  |
| 6    | Suède            | Arne Holm          | 16,76 m  |

### Marche 5 000 m/3 000 m
| Rang | Pays             | Athlète             | Temps          |
| ---- | ---------------- | ------------------- | -------------- |
| 1    | Tchécoslovaquie  | Jozef Pribilinec    | 19 min 08 s 44 |
| 2    | RDA              | Ronald Weigel       | 19 min 08 s 93 |
| 3    | Tchécoslovaquie  | Roman Mrázek        | 19 min 10 s 77 |
| 4    | Hongrie          | Sándor Urbanik      | 19 min 13 s 09 |
| 5    | Union soviétique | Mikhail Shchennikov | 19 min 18 s 31 |
| 6    | Pologne          | Zdzislaw Szlapkin   | 19 min 19 s 16 |

| Rang | Pays             | Athlète              | Temps          |
| ---- | ---------------- | -------------------- | -------------- |
| 1    | Union soviétique | Natalya Dmitroshenko | 12 min 57 s 59 |
| 2    | Italie           | Giuliana Salce       | 12 min 59 s 11 |
| 3    | Suède            | Mónica Gunnarsson    | 13 min 06 s 46 |
| 4    | Tchécoslovaquie  | Dana Vavracová       | 13 min 07 s 47 |
| 5    | Espagne          | Emilia Cano          | 13 min 23 s 96 |
| 6    | France           | Suzanne Griesbach    | 13 min 26 s 52 |

### Lancer du poids
| Rang | Pays                 | Athlète           | Distance |
| ---- | -------------------- | ----------------- | -------- |
| 1    | RDA                  | Ulf Timmermann    | 22,19 m  |
| 2    | Suisse               | Werner Günthör    | 21,53 m  |
| 3    | Union soviétique     | Sergey Smirnov    | 20,97 m  |
| 4    | Autriche             | Klaus Bodenmüller | 20,16 m  |
| 5    | Allemagne de l'Ouest | Karsten Stolz     | 19,64 m  |
| 6    | Allemagne de l'Ouest | Rolf Saalfrank    | 19,41 m  |

| Rang | Pays                 | Athlète            | Distance |
| ---- | -------------------- | ------------------ | -------- |
| 1    | Union soviétique     | Natalya Akhrimenko | 20,84 m  |
| 2    | RDA                  | Heidi Krieger      | 20,02 m  |
| 3    | RDA                  | Heike Hartwig      | 20,00 m  |
| 4    | Allemagne de l'Ouest | Iris Plotzitzka    | 18,93 m  |
| 5    | Allemagne de l'Ouest | Stephanie Storp    | 18,55 m  |
| 6    | Royaume-Uni          | Judy Oakes         | 18,14 m  |

## Tableau des médailles
| Rang | Nation               | Or | Argent | Bronze | Total |
| ---- | -------------------- | -- | ------ | ------ | ----- |
| 1    | RDA                  | 4  | 4      | 3      | 11    |
| 2    | Union soviétique     | 3  | 5      | 5      | 13    |
| 3    | France               | 3  | 1      | 2      | 6     |
| 4    | Pays-Bas             | 3  | 1      | 0      | 4     |
| 5    | Bulgarie             | 2  | 3      | 1      | 6     |
| 6    | Royaume-Uni          | 2  | 1      | 3      | 6     |
| 7    | Espagne              | 1  | 1      | 1      | 3     |
| 8    | Suisse               | 1  | 1      | 0      | 2     |
| 9    | Pologne              | 1  | 0      | 2      | 3     |
| 10   | Finlande             | 1  | 0      | 1      | 2     |
| 11   | Suède                | 1  | 0      | 0      | 1     |
| 12   | Allemagne de l'Ouest | 0  | 3      | 3      | 6     |
| 13   | Italie               | 0  | 2      | 1      | 3     |
| 14   | Tchécoslovaquie      | 0  | 0      | 2      | 2     |